# Víctor Tomás González
Víctor Tomás González (Barcelona, 15 de febrero de 1985) es un exjugador de balonmano español que jugaba de extremo derecho. Su equipo durante toda su carrera fue el F. C. Barcelona de la Liga ASOBAL. Fue internacional con la Selección de balonmano de España entre 2007 y 2017.

## Biografía
Víctor Tomás González nació el 15 de febrero de 1985 en Barcelona, España. Ingresó en el F. C. Barcelona en 1998, concretamente en el equipo cadete, donde estuvo 2 temporadas. Su siguiente parada fue en el Juvenil, por 3 temporadas. Empezó la temporada 2002-03 en el filial, aunque su progresión le permitió ascender al primer equipo en esa misma temporada. Debutó en la selección absoluta española en 2007 retirándose de la misma en 2017. 
Tras dieciocho temporadas en el primer equipo y ocho de ellas como capitán tuvo que retirarse en 2020 debido a unas dolencias cardiacas.
Su camiseta con el número 8 será retirada por el club en una ceremonia en el Palau Blaugrana el 30 de noviembre de 2022, coincidiendo con un partido ante el THW Kiel de la Liga de Campeones.
Estos hechos lo convierten en uno de los mejores jugadores de la historia del F. C. Barcelona, de la Selección de balonmano de España y en uno de los mejores extremos derechos de la historia de este deporte.

## Clubes
- C.E. La Salle Bonanova
- Handbol Adrianenc
- F. C. Barcelona Cadete (1998 - 2000)
- F. C. Barcelona Juvenil (2000 - 2002)
- F. C. Barcelona B (2002 - 2003)
- F. C. Barcelona (2002 - 2020)

## Estadísticas

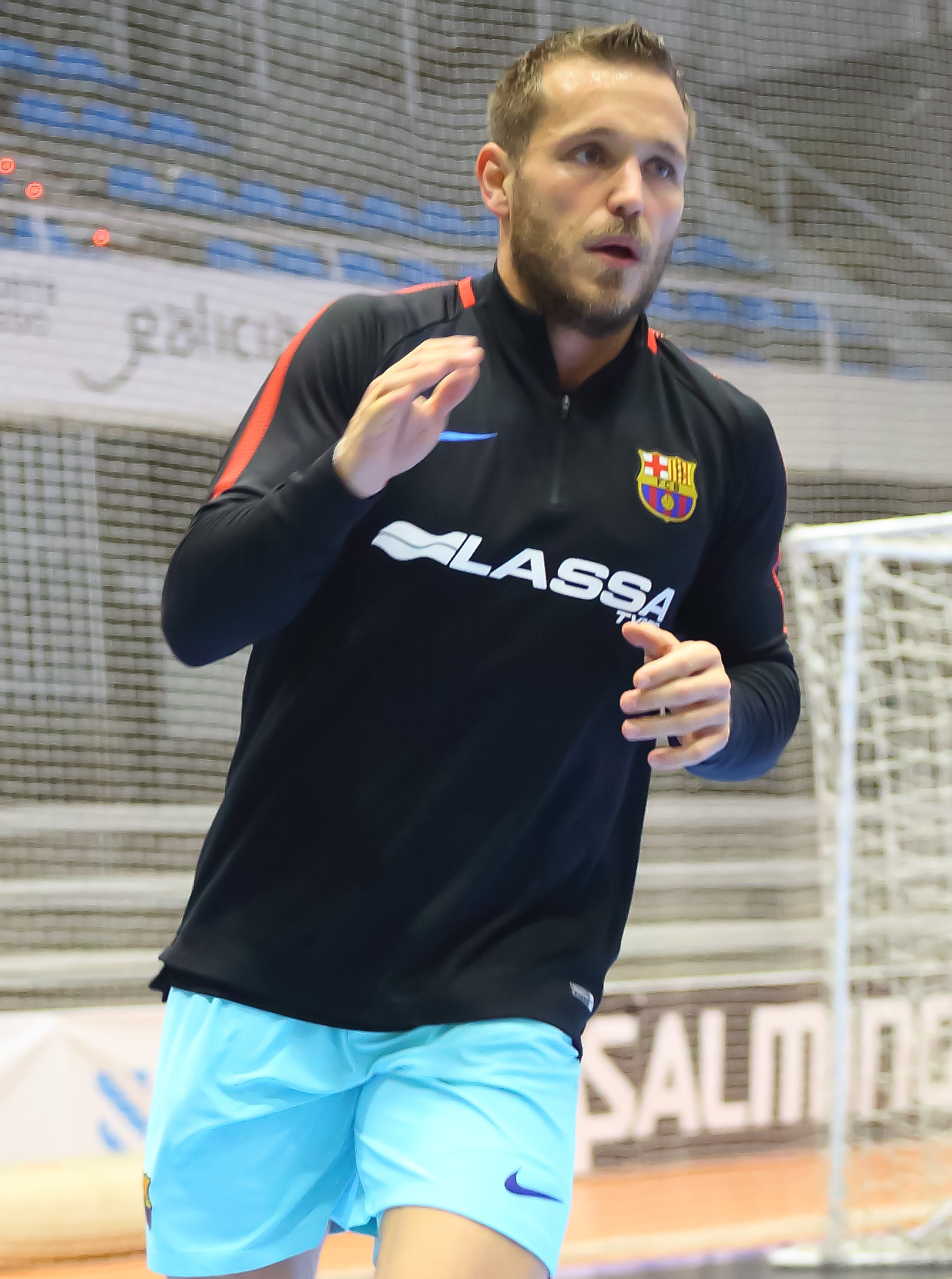
Víctor con el FC Barcelona.

Registradas desde la temporada 2010-2011.
| Club                | Temporada           | Liga  | Liga  | Liga  | Europa | Europa | Europa | Total | Total | Total |
| Club                | Temporada           | Part. | Goles | Media | Part.  | Goles  | Media  | Part. | Goles | Media |
| ------------------- | ------------------- | ----- | ----- | ----- | ------ | ------ | ------ | ----- | ----- | ----- |
| F. C. Barcelona     | 2010-11             | 18    | 65    | 3,61  | 14     | 48     | 3,43   | 32    | 113   | 3,53  |
| F. C. Barcelona     | 2011-12             | 23    | 94    | 4,09  | 13     | 40     | 3,08   | 36    | 134   | 3,72  |
| F. C. Barcelona     | 2012-13             | 24    | 76    | 3,17  | 14     | 54     | 3,86   | 38    | 130   | 3,42  |
| F. C. Barcelona     | 2013-14             | 21    | 74    | 3,52  | 16     | 61     | 3,81   | 37    | 135   | 3,65  |
| F. C. Barcelona     | 2014-15             | 23    | 94    | 4,04  | 12     | 51     | 4,25   | 35    | 145   | 4,14  |
| F. C. Barcelona     | 2015-16             | 23    | 95    | 4,13  | 16     | 54     | 3,38   | 39    | 149   | 3,82  |
| F. C. Barcelona     | 2016-17             | 27    | 63    | 2,33  | 18     | 56     | 3,11   | 45    | 119   | 2,64  |
| F. C. Barcelona     | 2017-18             | 26    | 73    | 2,81  | 15     | 32     | 2,13   | 41    | 105   | 2,56  |
| F. C. Barcelona     | 2018-19             | 25    | 97    | 3,88  | 17     | 51     | 3,00   | 42    | 148   | 3,52  |
| F. C. Barcelona     | 2019-20             | 13    | 46    | 3,54  | 13     | 46     | 3,54   | 26    | 92    | 3,54  |
| Total en su carrera | Total en su carrera | 223   | 777   | 3,48  | 148    | 493    | 3,33   | 371   | 1270  | 3,42  |

Actualizado a 8 de abril de 2020.

## Palmarés

### F. C. Barcelona Lassa
- 12 veces campeón de la Liga ASOBAL: 2002-2003, 2005-2006, 2010-2011, 2011-2012, 2012-2013, 2013-14, 2014-15, 2015-16, 2016-17, 2017-18, 2018-19, 2019-20
- 10 veces campeón de la Copa ASOBAL: 2009-2010, 2011-2012, 2012-2013, 2013-2014, 2014-2015, 2015-2016, 2016-2017, 2017-2018, 2018-2019, 2019-2020
- 7 veces campeón de la Supercopa de Catalunya: 2012, 2014, 2015, 2016, 2017, 2018, 2019
- 12 veces campeón de la Supercopa de España de Balonmano: 2003-2004, 2006-2007, 2008-2009, 2009-2010, 2012-2013, 2013-14, 2014-15, 2015-16, 2016-17, 2017-18, 2018-19, 2019-20
- 7 veces campeón de la Liga de los Pirineos: 2003-2004, 2005-2006, 2006-2007, 2007-2008, 2009-2010, 2010-2011, 2011-2012
- 11 veces campeón de la Copa del Rey: 2003-04, 2006-07, 2008-09, 2009-10, 2013-14, 2014-15, 2015-16, 2016-17, 2017-2018, 2018-19, 2019-20
- 1 vez campeón de la Copa EHF: 2002-2003
- 3 veces campeón de la Liga de Campeones de la EHF: 2004-2005 ,2010-2011, 2014-2015
- 1 vez campeón de la Supercopa de Europa: 2003-2004
- 5 veces campeón de la Super Globe: 2013, 2014, 2017, 2018, 2019

### Selección Española
- Con la selección española ha conseguido cuatro medallas, destacando la de oro en el Campeonato Mundial de Balonmano Masculino de 2013.
- en los Juegos Olímpicos de Pekín
- en el Campeonato Mundial de Balonmano Masculino de 2013.
- en el Campeonato Europeo de Balonmano Masculino de 2014.
- en el Campeonato Europeo de Balonmano Masculino de 2016.

## Vida
Casado con la exjugadora de balonmano danesa Hege Bolstad, actualmente es director de la empresa de representación de jugadores y jugadoras de balonmano Be GREAT Agency.